# 超人特攻隊 (電影)
是一部於2004年上映的美國電腦動畫超級英雄冒险喜剧片，由皮克斯动画工作室制作，华特迪士尼影业发行。該片由布拉德·伯德擔任編劇和導演，其配音陣容包括柯雷吉·T·尼尔森、荷莉·杭特、莎拉·瓦爾、史賓瑟·福克斯、傑森·李、山繆·傑克森、 伊莉莎白·潘娜和布拉德·伯德。
電影設定在1960年代風格的復古未來主義虛構世界，講述一個超級英雄家庭在英雄活動被視為非法後，試圖過著平凡生活的故事。然而當一家之主超能先生捲入反派辛拉登的陰謀時，這個家庭不得不再度出手聯手拯救世界。導演伯德是皮克斯首位來自外部的導演，他將本片視為對1960年代漫畫與間諜片類型的致敬，並從自身童年經歷與家庭生活中汲取靈感。伯德在華納兄弟執導的第一部作品《鐵巨人》雖獲好評，卻票房失利，之後他將《超人特攻隊》的構想帶至皮克斯，並促成了這部作品的誕生。《超人特攻隊》是皮克斯第一部以人類角色為主的長片動畫，為此開發出多項新技術，以呈現更細緻的肌肉結構、服裝質感，以及逼真的皮膚與髮絲動畫。電影配樂則由麥可·吉亞奇諾負責創作。
電影於2004年10月24日在埃爾卡皮坦劇院首映，並於11月5日在美國影院上映。它在全球獲得了 6.32 億美元的票房收入，成為2004年票房第四高的電影。《超人特攻隊》因其動畫、劇本、動作、幽默、配音、主題、音樂以及對不同年齡客群的吸引力而受到評論家和觀眾的好評，並經常被認為是所有超級英雄電影中最偉大的電影之一。並在第77届奥斯卡金像奖它獲得了兩項奧斯卡獎，包括奥斯卡最佳动画片奖以及和安妮獎最佳動畫長片。同時也是雨果獎第一部獲得該獎項的動畫電影，續集《超人特攻隊2》於2018年6月15日上映。

## 劇情大綱
在一片存在眾多超級英雄的社會中，超級英雄們在打擊犯罪的同時，也無意間給周遭市民帶來眾多災難與負擔。當市民們開始猛烈地對超級英雄們表示譴責與控訴時，政府為平息事件被迫實施《超級英雄異地安置計劃》：為他們建造新的身份、住所和工作，讓全體超級英雄以不再從事英雄工作的前提下融入社會、銷聲匿跡。十五年後，曾經力大無窮的「超能先生」巴鮑伯與「彈力女超人」巴荷莉戀愛結婚後，共同育有三個子女：巴小倩（Violet）、巴小飛（Dash）和巴小傑（Jack-Jack）；他們也都各自遺傳到不同的超能力，也在父母的要求下盡力隱瞞。如今鮑伯當起保險公司理賠員，受不了平凡生活而陷入中年危機，一心只想著能繼續行俠仗義，並陪伴老戰友「酷冰俠」（Frozone）夜晚時靠偷聽警用頻道，偷偷在外秘密執行英雄工作。
鮑伯有一天因情緒失控而將他的惡劣老闆亨先生扔出數道牆，不但失去工作、迫使超級英雄政府特工瑞克出面善後，還險些牽連到家人的安定。沮喪的鮑伯回家後突然在公事包中找到一台平板電腦，而當中的錄像顯示一名自稱幻影的女子。幻影表示自己代表的組織願意給鮑伯用武之地以及豐厚酬勞，協助他們解決一台在實驗機構島嶼上失控的全能機器人。鮑伯聯繫幻影加入後，獨自降落在指定的「諾曼尼島」上，於小島南邊後找到機器人，雖然擦傷肩膀，但還是靠足智多謀將機器人損毀停運。這次重操舊業而使鮑勃重燃當英雄時的熱血，這股熱情讓他開始與家人修復關係，假藉白天工作時間偷偷跑去減肥重新鍛鍊身材。他還找專門設計超級英雄戰服的服裝的知名服裝設計師「衣夫人」修補舊戰服，而衣夫人藉機開始為巴家重新設計一套嶄新紅色戰服。
鮑伯後來再次接受幻影傳喚，返回諾曼尼島上等待任務。然而當鮑伯來到指定的會議室時，一台與之前相似但強化的八爪機器人現身攻擊他，其由一名身穿黑白戰服、穿著火箭靴的紅髮男子操縱。鮑伯從其說詞與長相發現他的身份為自己十五年前的崇拜者巴迪。巴迪如今自稱「辛拉登」，在十五年前被超能先生冷落並拋棄好意後開始敵視他，透過近幾年時間發明武器致富，同時設計出能打敗任何超級英雄的全能機器人。鮑伯僥倖逃跑後躲到瀑布底端的洞穴躲避，靠洞穴中找到的一具骸骨躲避辛拉登偵測，根據骸骨身上的戰服得知他是失蹤一段時間的前戰友電光眼。
鮑伯趁夜間潛入辛拉登的基地，偷進辛拉登的電腦查看資料得知驚人的事實，辛拉登數年來引誘過無數名前超級英雄過來自投羅網，將他們變成提升機器人作戰能力的犧牲品。不僅如此，鮑伯還發現辛拉登的下一步行動，將完成最終設計的機器人送至他居住的城市中破壞。另一邊，在家的荷莉發現鮑伯原先戰服上縫過的痕跡得知衣夫人介入，原希望她不要插手自己家人的生活，但衣夫人為荷莉亮相她為巴氏一家設計的紅色戰服系列，告知她關於鮑伯丟失工作的實情。荷莉證實事情後啟動鮑伯戰衣上的追蹤器得知他身在的位置，導致鮑勃因追蹤器啟動被探測到而暴露，直接被敵軍放網抓獲。
荷莉因擔心鮑伯而借用一架小型客機飛往小島，但後來發現小飛和小倩也著裝躲在飛機上，姐弟倆表示他們聘請了保姆照顧小傑。這時，辛拉登攔截到荷莉的信號，發射飛彈將飛機擊毀，荷莉及時變形為降落傘使孩子們平安落在海面上，最後變形成快艇跟隨飛彈發射軌跡抵達小島。荷莉將孩子安頓在洞穴裏後跟著運輸車潛入基地裏，發現辛拉登已經將升級完成的機器人送進火箭裏。這時幻影因辛拉登不顧他的生死而感到不悅，因此暗中釋放鮑伯、透漏他的家人還活著，鮑伯一時慶幸時注意到荷莉趕到，正式對妻子坦白一切。這時小飛和小倩剛好被保全隊發現行蹤，姐弟倆首次活用超能力（超音速和磁場防護罩）擊敗多數保安的飛碟，當鮑伯和荷莉趕到一同作戰時，辛拉登卻將他們一舉抓獲。
辛拉登計畫自己將會在無超級英雄的新世界中，擊敗自己的機器人成為新英雄，同時計畫自行退休後大賣他的超能裝備。小倩製造出防護罩脫困釋放家人，一家人在幻影的幫助下，靠另一架火箭迅速飛回城市。這時機器人開始大肆破壞城市，辛拉登照計畫在市民面前塑造自己的形象，但機器人突然產生自我意識，一槍打掉他的手鐲遙控器並失控，而辛拉登直接被打暈。巴氏一家回到城市後開始與機器人展開對決，而酷冰俠也一同前來作戰。鮑伯找到遙控器後，想起自己和上一架機器人作戰時以物克物的方法，與荷莉找准時機發射出一根斷掉的機器爪，射穿它的核心而徹底摧毀。戰後所有市民對他們心存感激，瑞克到場後表明政府已經開始對超級英雄實行赦免過去行徑的政策，並凍結辛拉登所有資產、查封他的小島、逮捕其所有手下。
鮑伯一家回去後卻撞見前來報復的辛拉登，其打算帶走沉睡的小傑，迅速飛往空中的接應飛機。而小傑突然活用他的“超能力”而變成怪物，從辛拉登手中逃脫後被荷莉接住。不知悔改的辛拉登聲言他還會另起爐灶，鮑伯於是將自己的新車扔上去摧毀他的飛機，導致辛拉登被自己的披風直接被捲進飛機渦輪中粉身碎骨。三個月後，鮑伯一家開始在新地方適應平凡生活，在小飛適當活用能力拿到跑步比賽第二名，隨後一個新敵人—採礦大師突然冒出來襲擊城市。巴氏一家於是換裝戴上面罩及戰衣，準備以超人一家的身份和採礦大師對決。

## 配音員
| 配音                    | 配音                                    | 配音                                                    | 配音     | 角色                                                            |
| 美國                    | 台灣                                    | 香港                                                    | 中國     | 角色                                                            |
| ----------------------- | --------------------------------------- | ------------------------------------------------------- | -------- | --------------------------------------------------------------- |
| 柯雷吉·T·尼尔森         | 王偉忠                                  | 吳鎮宇                                                  | 姜文     | 超能先生/巴鮑伯（Bob Parr/Mr. Incredible）                      |
| 荷莉·亨特               | 大S                                     | 郭藹明                                                  | 徐帆     | 巴荷莉/彈力女超人（Helen Parr / Elastigirl）                    |
| 莎拉·瓦爾               | 林芳雪                                  | 鄭融                                                    | 毛頭頭   | 巴小倩（Violet Parr）                                           |
| 史賓瑟·福克斯           | 王度                                    | 張朗軒                                                  | 李逸飛   | 巴小飛（Dashiell "Dash" Parr）                                  |
| 伊利·傅西 梅菲·安德魯斯 | 使用原音                                | 使用原音                                                | 使用原音 | 巴小傑（Jack-Jack Parr）                                        |
| 傑森·李                 | 郭子乾                                  | 鄭中基                                                  | 田波     | 巴迪·派恩/超能小子/辛拉登（Buddy Pine / Incrediboy / Syndrome） |
| 山姆·傑克森             | 陳建州                                  | 高翰文                                                  | 王凱     | 路爾斯·貝斯特/酷冰俠（Lucius Best/Frozon,）                     |
| 伊麗莎白·皮納           | 小S                                     | 江美儀                                                  |          | 幻影（Mirage）                                                  |
| 布拉德·伯德             | 蔡康永                                  | 葛民輝                                                  | 陈佩斯   | E夫人/莫衣娜（Edna Mode）                                       |
| 泰迪·紐頓               | 劉傑                                    | 羅偉傑                                                  |          | 新聞記者（Newsreel Narrator）                                   |
| 吉恩·辛瑟爾             | 陳季霞                                  | 李楓                                                    |          | 霍根森太太（Mrs. Hoganson）                                     |
| 巴德·拉奇               | 康殿宏                                  | 盧傑                                                    |          | 狄瑞克（Rick Dicker）                                           |
| 華力士·肖恩             | 孫德成                                  | 袁富華                                                  | 田二喜   | 亨先生（Gilbert Huph）                                          |
| 劉·罗馬多               | 夏治世                                  | 詹瑞文                                                  |          | 班尼·克羅普（Bernie Kropp）                                     |
| 麥克·伯德               | 劉安                                    | 莊冬昕                                                  | 边江     | 雷湯尼（Tony Rydinger）                                         |
| 多米尼克·路易斯         | 周寧                                    | 葉振聲                                                  |          | 炸彈客（Bomb Voyage）                                           |
| 布雷特·帕克             | 劉小芸                                  | 黃景盈                                                  |          | 卡莉（Kari）                                                    |
| 金柏莉·艾戴爾·克拉拉    | 崔幗夫                                  | 姜麗儀                                                  |          | 漢妮（Honey Best）                                              |
| 约翰·拉岑贝格尔         | 康殿宏                                  | 羅偉傑                                                  |          | 採礦大師（The Underminer）                                      |
|                         | 趙明哲 姜先誠 李勇 謝佼娟 陳錫福 王清芳 | 龍天生 陳安瑩 陳麗卿 劉惠雲 利耀堂 譚錦萌 甄錦華 李健楹 |          |                                                                 |

## 製作

### 開發與編劇

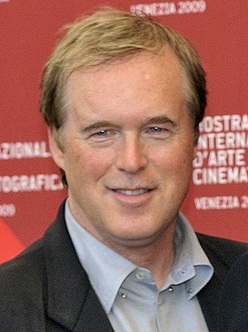
編劇與導演布拉德·伯德，攝於2009年

《超人特攻隊》的構想最早可追溯至1993年，當時布拉德·伯德正面臨職涯的低潮期，於是構思出一個以超級英雄家庭為主角的故事。他當時的生活處境也融入到創作中，成為本片的靈感來源之一。那時伯德已與华纳兄弟动画公司簽約，正籌備執導他的第一部動畫長片《鐵巨人》。 邁入中年的他一方面懷抱電影夢想，一方面也開始反思是否必須犧牲家庭生活來換取職業成就。 伯德後來回憶道：「表面上看來，這只是一部關於超級英雄的幽默電影，但我當時的生活經歷確實深深影響了這部作品。」《鐵巨人》票房表現未如預期後，伯德決定轉而專注發展這部超級英雄題材的作品，並投注更多心力於其構想與創作之中。
伯德最初構想將本片作為對1960年代漫畫與間諜片的致敬，並計畫以傳統動畫中的手繪賽璐珞風格製作。 《鐵巨人》票房失利後，他於2000年至2003年間重新聯繫老友約翰·拉薩特，向其提出這一構想。伯德與拉薩特的交情可追溯至1970年代就讀加州藝術學院時期。 拉薩特對這個構想深感興趣，並說服伯德加入皮克斯，將本片改為電腦動畫製作。2000年5月4日，皮克斯正式宣布與伯德簽署多部作品合約。
《超人特攻隊》由伯德擔任唯一的編劇與導演，這在皮克斯歷史上尚屬首次；過去的皮克斯作品通常由兩至三位導演（包括共同導演）與多位編劇合作完成。 此外，本片也是皮克斯首部全角色皆為人類的動畫長片。
伯德加入皮克斯時，已經初步設計出巴氏一家五口的角色設定：一位面臨中年危機的父親與母親、一位內向害羞的少女、一位自信滿滿的十歲男孩，以及一名嬰兒。他依據各角色在家庭中的典型形象，為他們設計了對應的超能力。在製作過程中，吉卜力工作室創辦人宮崎駿曾造訪皮克斯，並觀賞了本片的故事分鏡影片。當伯德詢問這些橋段是否合情合理，或只是「美式胡鬧」時，宮崎透過翻譯回答：「我覺得你們在美國電影中做的這件事，非常有冒險精神。」
至於反派的設計，原本名為「辛拉登（Syndrome）」的角色僅在開場短暫登場，負責襲擊主角鮑伯與海倫，並在一場爆炸中喪命；當時片中的主要反派另有其人，名為「Xerek」。然而，製作團隊對辛拉登的性格與魅力更感興趣，最終決定讓他成為本片的主要反派。原先劇情安排讓海倫搭乘由角色史納格（Snug）駕駛的飛機前往諾曼尼島，並在途中喪命；在拉薩特建議下，這段劇情後來改為由海倫親自駕機前往。此外，辛拉登的外型與性格部分也參考了伯德本人的特徵與氣質。

### 選角
荷莉·杭特為巴荷莉／彈力女超人配音，這是她首次為動畫角色獻聲。她表示，這個角色對她而言是一個令人振奮的機會，不僅拓展了她的演藝觸角，也因為故事中呈現的「非常非傳統的家庭與人性動態」而深受吸引。博德則稱讚杭特是「世界上最優秀的女演員之一」，認為她能完美詮釋一位「敏感但內心堅強」的角色。
與杭特相似，克雷格·T·尼爾森在此之前也未曾從事動畫配音工作。他在重溫《鐵巨人》後對動畫製作產生興趣，並決定嘗試為動畫角色配音。在拍攝電視劇《特警判官》的空檔中，他花費兩年時間完成了配音。
史賓瑟·福克斯為巴家的小兒子巴小飛配音，這也是他的電影處女作。為了讓巴小飛在像是叢林追逐的場景中聽起來氣喘吁吁，伯德曾要求福克斯繞皮克斯片場跑四圈，以真實呈現氣喘的聲音。
莎拉·沃威爾是在毫無預期的情況下受邀為巴小倩一角配音。 導演布拉德·伯德在收聽全国公共广播电台節目《這就是美國生活》時聽到她的聲音，認為她「非常適合」這個角色，隨即打電話邀請她參與演出。
森姆·積遜則為路修斯·貝斯特／酷冰俠配音。伯德選擇他，是因為他認為這個角色「必須擁有全世界最酷的聲音」。原本莉莉·湯姆琳曾是衣夫人一角的候選配音員，但她最終婉拒了這個角色。 在多次試音未果後，伯德決定親自為該角色配音，這也延續了皮克斯的傳統做法，由內部員工試音表現出色者正式接任配音工作。

### 動畫
當皮克斯接手《超人特攻隊》的製作計畫時，導演布萊德·伯德獲准組建自己的創作團隊。他隨即召集了曾與其合作《鐵巨人》（的核心成員，這也促使原本專精於2D動畫的多位藝術家（包括伯德本人）轉向电脑动画的製作。伯德認為，電腦動畫具備傳統動畫所不具備的高度可塑性，特別讚賞電腦攝影機能在場景中自由移動視角。然而，他也坦言電腦動畫的難度截然不同，並指出相關軟體「雖然精密，但不夠友善」。
在劇本撰寫階段，伯德並未考量技術限制，導致《超人特攻隊》成為皮克斯當時最具挑戰性的作品之一。 角色設計由東尼·福西爾（Tony Fucile）與泰迪·牛頓負責，兩人皆來自伯德任職華納兄弟期間的原班人馬。 如同其他電腦動畫電影，本片經歷為期一年的前期製作，包括角色建模、骨架結構、表情與動作控制等技術準備，動畫作業需在這些基礎建構完成後方能展開。
由於皮克斯團隊多為CGI背景出身，伯德與福西爾特別強調傳統2D動畫的圖像品質與動畫原則，並導入迪士尼九老的教學理念，這在皮克斯過去作品中較少見。 寫實風格的人類角色為動畫師帶來極大挑戰。 當時人類角色被視為電腦動畫中最難呈現的對象，動畫師甚至錄下自身走路的影片，作為捕捉自然動作的參考。 為了提升角色的真實感，技術團隊開發了處理肌膚、服裝與髮絲的新技術。雖然皮克斯在《怪獸電力公司》中已有毛髮與布料動畫的基礎經驗，但《超人特攻隊》的規模與複雜程度更勝以往。例如巴小倩為凸顯其內向個性而設定長髮遮臉，儘管這對動畫製作極具挑戰，伯德仍堅持不妥協。巴小倩的長髮動畫直到製作尾聲才完成，動畫師更需處理風吹與濕水等場景下的物理效果。
由於技術門檻甚高，迪士尼初期對該片的製作抱持保留態度，甚至一度建議改以真人電影，但遭皮克斯創意總監約翰·拉薩特否決。
《超人特攻隊》不僅挑戰了角色動畫的極限，也牽涉大量技術創新與複雜場景。全片的劇情規模與場景數量均超越皮克斯以往作品。 技術總監里克·塞耶（Rick Sayre）指出，這部作品「幾乎沒有哪部分比較容易」，因為幾乎所有元素「包括火、水、煙霧、蒸氣、爆炸與空氣特效」皆極具挑戰性。
製作架構也與過往大異其趣，甚至成為團隊內部的笑談。 本片採用所謂「Alpha Omega」製作流程：一組負責建模、材質與場景設計，另一組處理攝影、打光與視覺特效；角色組專注於雕刻角色與建構骨架，模擬組則致力於髮絲與服裝的物理模擬開發。 全片包含至少781個視覺特效鏡頭，其中不少也承擔敘事或喜劇功能，例如鮑勃猛然關門、導致車窗碎裂的一幕。特效組亦首次導入「體積渲染」技術，用以改善雲建模的真實感。角色皮膚的視覺表現也因採用「次表面散射」（subsurface scattering）技術而顯得更加逼真。 技術挑戰不僅限於建模。片尾嬰兒傑克傑克的變身橋段，包括變成黏稠膠狀的形體，原先預估需兩個月製作，卻因時程壓力而面臨刪減。導演布萊德·伯德與製片人約翰·沃克因此爭論數週，最終由伯德讓步。
此外，伯德要求以故事分鏡為基礎，主導角色走位、打光與鏡頭運動。這在過去皮克斯通常是由其他部門負責。 他坦言，《超人特攻隊》幾乎讓整個工作室「跪倒在壓力之下」，但他也認為，這部作品是對皮克斯動畫師才華的最佳見證，因為團隊勇於突破自我。他回憶：「我走進一間優秀的工作室，嚇壞了許多人，因為我的聖誕願望清單太長——但最後幾乎全部實現了。」

### 音樂
《超人特攻隊》是皮克斯首部由迈克·吉亚奇诺擔任配樂的電影。伯德希望配樂風格能呼應電影的復古未來主義設計，即以1960年代的視角想像未來的風貌。伯德原本屬意的配樂人選是约翰·巴瑞，甚至將貝瑞為《女王密使》製作的主題音樂重新編曲作為《超人特攻隊》預告片的配樂。然而貝瑞不願重複自己過去的風格而婉拒； 最終改由吉亞奇諾接手配樂工作。
吉亞奇諾指出，1960年代的錄音方式與現代截然不同。錄音工程師丹·沃林表示，伯德希望配樂呈現「老派質感」，因此整部配樂皆以類比錄音帶錄製。沃林指出，銅管樂器是本片配樂的核心元素，而類比錄音設備能更好地呈現其音質。吉亞奇諾補充說，沃林來自那個「音樂錄製需要正確方式」的年代，當時所有樂手會同時在同一間錄音室內演奏，進行彼此互動與激盪。這種錄音與混音方式後來也延續至吉亞奇諾的多部作品中。蒂姆·西蒙內克則擔任本片配樂的指揮與編曲。
本片的管弦樂配樂由華特迪士尼唱片公司於2004年11月2日發行，距電影上映僅三天。該配樂榮獲多項最佳配樂獎，包括洛杉磯影評人協會獎、BMI影視音樂獎、ASCAP電影與電視音樂獎、安妮獎、拉斯維加斯影評人協會獎及網路影評人協會獎，並獲提名葛萊美獎最佳視覺媒體原聲音樂、卫星奖與评论家选择电影奖。

## 主題
多位影評人精確地將本片與某些超級英雄漫畫作比較，例如《超能英雄》、《守護者》、《神奇四侠》、《正義聯盟》和《復仇者》。2005年電影《驚奇4超人》的製片人考慮到本片與其劇情的相似，不得不大幅修改劇本並加入更多特效。對於這類比較，伯德並不感到意外。他認為，超級英雄題材是「地球上被最常踏足的領域」，但他強調自己並未從任何特定漫畫獲得靈感，唯一聽說過的只有《守護者》。他也補充，能被拿來與《守護者》相提並論是件好事：「如果你要被拿來比較，那最好是和優秀的作品比較」。
部分評論者指出，主角鮑伯對平庸的無奈，以及反派辛拉登所說「當人人都是超級英雄，沒有人是超級英雄」的論調，反映了德國哲學家弗里德里希·尼采的觀點，或是俄裔美籍小說家安·兰德的客觀主義哲學。不過伯德認為這些說法「荒謬」。他表示，多數觀眾都如他預期地理解了電影的訊息，而「只有百分之二的人認為我是在做《源頭》或《阿特拉斯聳聳肩》」。對於有人指控《超人特攻隊》具有右翼傾向，伯德也不以為然：「我覺得那種分析就跟說《鐵巨人》是左翼一樣可笑。我是個中間主義者，認為雙方都有可能荒謬」。
電影亦反映伯德對他年輕時代兒童漫畫與周六早晨卡通中，壞蛋角色經常被描繪得不真實、無效且毫無威脅性的反感。在片中，巴小飛和巴小倩所面對的反派毫不猶豫地對兒童使用致命武力。另一方面，小飛和小倩若在敵人死亡時未表現出情緒波動或遺憾之情。像是小飛逃離追捕時，追捕者的車輛撞毀，或當他們目睹父母摧毀載有敵人的攻擊車輛，這些駕駛的死亡都是無可否認的事實。儘管伯德不同意部分評論的分析，但他對於自己的作品能被從多種角度解讀感到滿足，這正是他的初衷：「《紐約時報》的評論版多次撰文討論這部電影，這讓我深受感動。說真的，這是一部主流動畫電影，有多少主流動畫會被視為發人深省的作品呢？」

## 發行

### 行銷
《超人特攻隊》的預告片於2003年5月30日首度公開，並附在《海底總動員》的放映中。 多家公司推出與本片相關的促銷商品。在電影上映前數週，與AT&T合作的廣告中，利用吧小飛宣傳其SBC Yahoo! DSL服務的「極速」特色。此外也與汰渍、当妮、彈力球與麥當勞展開聯合促銷活動。
黑馬漫畫推出了以電影為基礎的限量漫畫系列。 玩具製造商孩之寶則推出了一系列以本片為主題的公仔與玩具。
家樂氏推出了以《超人特攻隊》為主題的麥片，以及促銷用的Pop-Tarts和水果點心，皆以「超莓風暴（Incrediberry Blast）」作為口味宣傳標語。 品客則推出了印有電影角色與台詞的限量洋芋片包裝。
2008年7月宣布，Boom!工作室與迪士尼出版合作，計劃於年底前推出多部以本片為題材的漫畫書。 BOOM!的第一部迷你系列由馬克·韋德與馬西奧·塔卡拉創作，名為《超人特攻隊：家族風暴》（The Incredibles: Family Matters），於2009年7月集結成冊出版。

### 院線上映
《超人特攻隊》於2004年11月5日在美國正式上映。 電影院版本附映了短片《跳跳羊》（2003年）。 電影院版本亦包含《汽車總動員》和《星際大戰三部曲：西斯大帝的復仇》的搶先預告。
儘管《超人特攻隊》為皮克斯帶來另一波成功，史蒂夫·賈伯斯卻與發行合作夥伴華特迪士尼公司的主管爆發公開爭執。 此事最終導致邁克·艾斯納被迫下台，並促使迪士尼於隔年併購皮克斯。
2014年3月，迪士尼執行長暨董事長鲍勃·艾格宣布，將以3D版重新格式化並上映本片。
為配合配合續集《超人特攻隊2》的上映，《超人特攻隊》於2018年6月14日以DMR數位修復技術在IMAX電影院重新上映並進行數位修復。作為迪士尼100周年慶的一部分，該電影於2023年9月1日至14日在美國重新上映，並於2023年10月5日至11日在拉丁美洲重新上映。

### 家庭媒體
《超人特攻隊》於2005年3月15日發行家庭影音版本，包括錄影帶（VHS）及雙碟收藏版DVD套裝。
DVD套裝通過了THX标准認證，內容包含寬螢幕與遮幅全銀幕版本，並附贈三部短片：《小杰的攻击》、《超能先生與他的夥伴們》及原戲院版同映短片《跳跳羊》。錄影帶版本僅收錄短片《跳羚舞》。
本片DVD在2005年成為銷售量最高的DVD，售出約1738萬張。此外，本片曾以UMD格式發行於索尼PSP平台。雙碟版DVD由博偉在臺灣發行，中錄德加拉在中國發行。
迪士尼於2011年4月12日在北美推出藍光光碟版本，並於2018年6月5日推出4K UHD藍光版本，這是迪士尼首次以4K格式再版此片。

## 迴響

### 票房
《超人特攻隊》在美國和加拿大累計票房收入為2億6140萬美元，其他地區為3億7010萬美元，全球總計達6億3160萬美元。 它是2004年票房第四高的電影，僅次於《史瑞克2》、《哈利波特：阿茲卡班的逃犯》和《蜘蛛人2》。
《超人特攻隊》於2004年11月5日與《阿飛外傳》同日上映，首週末於3933家戲院獲得7070萬美元票房。這使它成為動畫電影中次高的首週末票房，僅次於《史瑞克2》。該片在票房榜上名列第一，超越《奪魂鋸》、《不死咒怨》、《鲨鱼黑帮》、《雷之心靈傳奇》及《浴火英雄》等電影。儘管開片表現亮眼，但整體好萊塢票房收入下滑，延續秋季大部分時間的低迷，前12名電影總收入為1億3610萬美元，比去年同期減少5%，當時正值《黑客帝国3：矩阵革命》與《精靈總動員》上映。
《超人特攻隊》保持了15年11月動畫電影首週末票房最高的紀錄，直到2019年被《冰雪奇緣2》打破。該片持續稱霸票房，超越《極地特快車》。第二週末票房下滑28%至5100萬美元，第三週末票房則獲得2600萬美元。

### 批判性評價
《超人特攻隊》上映後獲得廣泛讚譽。
根据評論匯總网站爛番茄汇总的251篇评论文章，97%的评论家给予该作正面评价，平均打分为8.4分（满分10分）。该网站总结的评论家共识是“為動畫超級英雄類型注入大量機智與無窮樂趣，《超人特攻隊》毫無疑問地名副其實。”
在Metacritic上，41位影評人共給予了90分的分數（滿分100分），這部電影獲得了「一致好評」。
根據CinemaScore的調查，觀眾給予《超人特攻隊》罕見的A+評價，這是皮克斯第四部（連續）獲得此成績的電影（前作分別為《玩具總動員2》、《怪獸電力公司》和《海底總動員》）。《超人特攻隊》是皮克斯第六部連續獲得評論和商業成功的電影。
《芝加哥太陽報》的羅傑·艾伯特給予該片三星半（滿分四星）評價，稱其「在緊湊的動作與對郊區情景喜劇生活的諷刺之間切換」，並讚賞這是「皮克斯流行動畫大師技藝的又一展現」。《滾石》雜誌的彼得·特拉弗斯也給予三星半評價，稱其為「年度最佳之一」，並表示該片「不像卡通，反而真實動人」。《人物》雜誌同樣給予三星半評價，認為《超人特攻隊》「擁有強而有力且娛樂性的故事，以及大量機智的幽默點綴」。
《亞特蘭大憲章報》的艾莉諾·林格爾·吉萊斯皮對電影中反覆出現的「早期動作片仿作」感到厭倦，總結道：「皮克斯的專家們確實出色地完成了他們的工作，但你只希望他們能做些不同的事情」。 《村聲》的傑西卡·溫特批評該片「像標準夏季動作片」，儘管它是在11月初上映。她的評論標題為《全金屬喧囂》，指出《超人特攻隊》「宣告該製片廠進軍充斥耳膜轟擊、金屬撞擊聲的擁擠好萊塢動作大片領域」。 《Reeling Reviews》的蘿拉·克里福德給予電影A-評價，稱其「將《X戰警》、《真实的谎言》和《非常小特務》混合，再加入《飛天小女警》的復古設計風格，以及皮克斯魔幻科技的完美結合」。 《華盛頓郵報》的詹妮弗·弗雷則正面表示：「電影充滿了美妙的小細節：反派辛拉登的形象讓人想起經典聖誕卡通《沒有聖誕老人的那一年》中的熱浪小子。皮克斯在動畫方面一如既往地精湛，但使這部家庭電影更吸引人的，是其聰明的劇本，明顯從頭到尾都在吸引成年人和兒童。」
《超人特攻隊》入選多個最佳電影榜單。根據《衛報》基於回顧性評價的專業排名，被列為21世紀最偉大電影之一。 彼得·特拉弗斯也將其列為該十年最佳電影第六名。
多家媒體將《超人特攻隊》列為最佳動畫電影之一，包括：《娱乐周刊》（2009年）、《IGN》（2010年）、《商业内幕》、《今日美國》、《Elle》（均為2018年）、《滾石》（2019年）、《美國大觀》、《Complex》、《Time Out New York》和《Empire》（均為2021年）。{{註|出自多個參考文獻：
《超人特攻隊》也多次被列為最佳超級英雄電影之一，入榜媒體包括：《時代》（2011年）、《Paste》、《Vulture》、《美麗佳人》（均為2019年）、《IGN》（2020年）、《君子》、《印度快報》和《美國大觀》（均為2021年）。
2021年12月，《超人特攻隊》劇本被列為美国编剧工会評選的「21世紀（迄今）101部最佳劇本」中的第48名。 此外，該片亦被評為最佳保守派電影之一， 最佳動作電影之一，以及最佳政治電影之一。 2025年，《超人特攻隊》在《紐約時報》「21世紀百大電影讀者票選榜」中名列第92名。

## 獎項與榮譽
《超人特攻隊》在第77屆奧斯卡金像獎中獲得四項提名（包括最佳原創劇本和最佳音效混音），最終榮獲兩座奧斯卡獎：最佳動畫長片與最佳音效剪輯獎。《華爾街日報》的喬·摩根斯特恩稱《超人特攻隊》是當年的最佳電影。《首映》雜誌彙整全美頂尖影評人意見，該片排名第三；而影評聚合網站爛番茄的評論顯示，該片是當年度評價最高的電影。
此外，本片還榮獲2004年安妮獎最佳動畫長片，以及2005年雨果獎最佳戲劇呈現（長篇）；同時入圍2004年金球獎最佳音樂或喜劇類電影。它亦獲得土星獎最佳動畫電影獎。美國電影學會將其列為2004年十大最佳電影之一。
《超人特攻隊》亦被列入《帝國雜誌》評選的「史上500大電影」第400名。
| 年份   | 獎項                                 | 類別                                          | 提名者 | 結果 |
| ------ | ------------------------------------ | --------------------------------------------- | --- | ---- |
| 2004年 | 佛罗里达影评人协会                   | 最佳動畫                                      | | 獲獎 |
| 2004年 | 洛杉磯影評人協會                     | 最佳動畫                                      | | 獲獎 |
| 2004年 | 洛杉磯影評人協會                     | 最佳配樂                                      | 迈克·吉亚奇诺 | 獲獎 |
| 2004年 | 國家評論協會                         | 最佳動畫長片                                  | | 獲獎 |
| 2004年 | 紐約影評人協會獎                     | 最佳動畫電影                                  | | 獲獎 |
| 2004年 | 鳳凰影評人協會獎                     | 最佳動畫電影                                  | | 獲獎 |
| 2004年 | 聖地牙哥影評人協會獎                 | 最佳動畫電影                                  | | 獲獎 |
| 2004年 | 西雅圖影評人協會獎                   | 最佳動畫長片                                  | | 獲獎 |
| 2004年 | 華盛頓特區影評人協會獎               | 最佳動畫電影                                  | | 獲獎 |
| 2005年 | ASCAP電影及電視音樂獎                | 2005年票房最高電影獎                          | 迈克·吉亚奇诺 | 獲獎 |
| 2005年 | 第77届奥斯卡金像奖                   | 奥斯卡最佳原创剧本奖                          | 布萊德·博德 | 提名 |
| 2005年 | 第77届奥斯卡金像奖                   | 奧斯卡最佳動畫片獎                            | 布萊德·博德 | 獲獎 |
| 2005年 | 第77届奥斯卡金像奖                   | 奥斯卡最佳原创音乐奖                          | 湯瑪斯·紐曼 | 獲獎 |
| 2005年 | 第77届奥斯卡金像奖                   | 奥斯卡最佳音响奖                              | 兰迪·汤姆、加里·瑞佐和多克·凯恩 | 提名 |
| 2005年 | 科幻奇幻恐怖電影學院獎               | 最佳動畫電影                                  | | 獲獎 |
| 2005年 | 科幻奇幻恐怖電影學院獎               | 最佳音樂                                      | 迈克·吉亚奇诺 | 提名 |
| 2005年 | 科幻奇幻恐怖電影學院獎               | 最佳編劇                                      | 布萊德·伯德 | 提名 |
| 2005年 | 美國電影剪輯師艾迪獎                 | 最佳喜劇或音樂片剪輯                          | 史蒂芬·沙弗 | 提名 |
| 2005年 | 安妮獎                               | 動畫特效                                      | 馬丁·吳恩 | 獲獎 |
| 2005年 | 安妮獎                               | 最佳動畫長片                                  | | 獲獎 |
| 2005年 | 安妮獎                               | 角色動畫                                      | 安格斯·麥克萊恩 | 獲獎 |
| 2005年 | 安妮獎                               | 角色動畫                                      | 約翰·卡爾斯 | 提名 |
| 2005年 | 安妮獎                               | 角色動畫                                      | 彼得·宋 | 提名 |
| 2005年 | 安妮獎                               | 角色動畫                                      | 橫尾くれは | 提名 |
| 2005年 | 安妮獎                               | 動畫長片角色設計                              | 泰迪·牛頓 | 提名 |
| 2005年 | 安妮獎                               | 動畫長片角色設計                              | 托尼·弗西爾 | 獲獎 |
| 2005年 | 安妮獎                               | 動畫長片導演                                  | 布萊德·伯德 | 獲獎 |
| 2005年 | 安妮獎                               | 動畫長片音樂                                  | 迈克·吉亚奇诺 | 獲獎 |
| 2005年 | 安妮獎                               | 動畫長片製作設計                              | 盧·拉馬諾 | 獲獎 |
| 2005年 | 安妮獎                               | 動畫長片分鏡                                  | 凱文·奧布萊恩 | 獲獎 |
| 2005年 | 安妮獎                               | 動畫長片分鏡                                  | 特德·馬索特 | 提名 |
| 2005年 | 安妮獎                               | 動畫長片配音表現                              | 布萊德·伯德 | 獲獎 |
| 2005年 | 安妮獎                               | 動畫長片配音表現                              | 塞繆爾·L·傑克森 | 提名 |
| 2005年 | 安妮獎                               | 動畫長片編劇                                  | 布萊德·伯德 | 獲獎 |
| 2005年 | 藝術指導工會                         | 影片類別 – 歷史或奇幻影片                     | 盧·拉馬諾 和 拉爾夫·埃格爾斯頓 | 提名 |
| 2005年 | 英國電影學院獎                       | 英國電影學院兒童獎 – 最佳長片                 | 約翰·沃克 和 布萊德·伯德 | 獲獎 |
| 2005年 | BET 喜劇獎                           | 最佳動畫劇場電影表演                          | 山繆·傑克森 | 獲獎 |
| 2005年 | BMI電影與電視獎                      | BMI電影音樂獎                                 | 迈克·吉亚奇诺 | 獲獎 |
| 2005年 | 廣播電影評論協會獎                   | 最佳動畫長片                                  | | 獲獎 |
| 2005年 | 廣播電影評論協會獎                   | 最佳作曲                                      | 迈克·吉亚奇诺 | 提名 |
| 2005年 | 廣播電影評論協會獎                   | 最佳熱門電影                                  | | 提名 |
| 2005年 | 西班牙電影作家協會獎                 | 最佳外語片 (Mejor Película Extranjera)        | | 提名 |
| 2005年 | 達拉斯-沃斯堡影評人協會獎            | 最佳動畫電影                                  | | 獲獎 |
| 2005年 | 帝國獎                               | 最佳電影                                      | | 提名 |
| 2005年 | 金球獎                               | 金球獎最佳音樂或喜劇類電影                    | | 提名 |
| 2005年 | 金色預告片獎 (Golden Trailer Awards) | 最佳動畫/家庭類（影片「安全帶繫好」）         | | 獲獎 |
| 2005年 | 金色預告片獎 (Golden Trailer Awards) | 最佳喜劇類（影片「安全帶繫好」）              | | 提名 |
| 2005年 | 雨果獎                               | 最佳戲劇呈現－長篇                            | | 獲獎 |
| 2005年 | 堪薩斯市影評人協會獎                 | 最佳動畫電影                                  | | 獲獎 |
| 2005年 | 2005兒童選擇獎                       | 最喜愛電影                                    | | 獲獎 |
| 2005年 | 拉斯维加斯影评人协会                 | 最佳動畫電影                                  | | 獲獎 |
| 2005年 | 拉斯维加斯影评人协会                 | 最佳配樂                                      | 迈克·吉亚奇诺 | 獲獎 |
| 2005年 | MTV電影獎                            | 最佳電影                                      | | 提名 |
| 2005年 | MTV電影獎                            | 最佳螢幕團隊                                  | 柯雷吉·T·尼尔森、荷莉·杭特、史賓瑟·福克斯和莎拉·瓦爾 | 提名 |
| 2005年 | 墨西哥MTV電影獎                      | 最喜愛動畫配音                                | 維克特·圖吉洛 | 提名 |
| 2005年 | 美國電影音效剪輯師協會               | 最佳動畫長片音效剪輯                          | 蘭迪·湯姆、麥可·席爾弗斯、蘇·福克斯、特蕾莎·埃克頓、威爾·費爾斯、大衛·艾柯德、克里斯滕·馬特·科莫格里奧、E.J. 霍洛維奇、史蒂夫·斯萊內克、艾爾·尼爾森 和 史蒂芬·M·戴維斯 | 獲獎 |
| 2005年 | 線上影評人協會獎                     | 最佳動畫長片                                  | | 獲獎 |
| 2005年 | 線上影評人協會獎                     | 最佳配樂                                      | 迈克·吉亚奇诺 | 獲獎 |
| 2005年 | 線上影評人協會獎                     | 最佳影片                                      | | 提名 |
| 2005年 | 線上影評人協會獎                     | 最佳原創劇本                                  | 布萊德·伯德 | 提名 |
| 2005年 | 製片人協會獎                         | 年度電影製片人                                | | 提名 |
| 2005年 | 人民选择奖                           | 最喜愛動畫電影                                | | 提名 |
| 2005年 | 人民选择奖                           | 最喜愛電影                                    | | 提名 |
| 2005年 | 卫星奖                               | 最佳動畫或混合媒體電影                        | | 獲獎 |
| 2005年 | 卫星奖                               | 最佳配樂                                      | 迈克·吉亚奇诺 | 提名 |
| 2005年 | 青少年选择奖                         | 選擇電影：動畫/電腦生成類                     | | 提名 |
| 2005年 | 視覺效果協會獎                       | 動畫電影中動畫角色傑出表現（超能先生/巴鮑伯） | 克雷格·T·尼爾森、比爾·懷斯、比爾·謝弗勒和博爾罕·布奇巴 | 獲獎 |
| 2005年 | 世界电影原声学会                     | 年度新人獎                                    | 迈克·吉亚奇诺 | 獲獎 |
| 2005年 | 青年艺术家奖                         | 最佳家庭電影－動畫                            | | 獲獎 |
| 2005年 | 青年艺术家奖                         | 最佳配音表演－青少年藝術家                    | 斯賓塞·福克斯 | 提名 |
| 2006   | 科幻奇幻恐怖電影學院獎               | 最佳DVD特別版發行                             | | 提名 |
| 2006   | 格萊美獎                             | 格萊美獎最佳器樂編曲獎                        | 戈登·古德溫（曲目「The Incredits」） | 獲獎 |
| 2006   | 格萊美獎                             | 格萊美獎最佳電影配樂專輯獎                    | 迈克·吉亚奇诺 | 提名 |